# Parkia speciosa
Espèce
Classification phylogénétique
Parkia speciosa, le petai, ou pété, en indonésien, est une espèce de plantes à fleurs de la famille des Mimosaceae, ou des Fabaceae, sous-famille des Mimosoideae selon la classification phylogénétique. C'est un arbre trouvé en Asie. Il porte des gousses comestibles longues et plates (de 2  à   6 cm de large, de 30  à   45 cm de long) avec des graines vertes brillantes de la taille et de la forme d'amandes dodues qui ont une odeur forte assez particulière, parfois comparée celle du shiitake, ou encore à celle du gaz naturel.

## Répartition
On le trouve en Asie du Sud-Est depuis le Nord-Est de l'Inde, jusqu'en Malaisie, en Indonésie et au Laos.

## Description botanique

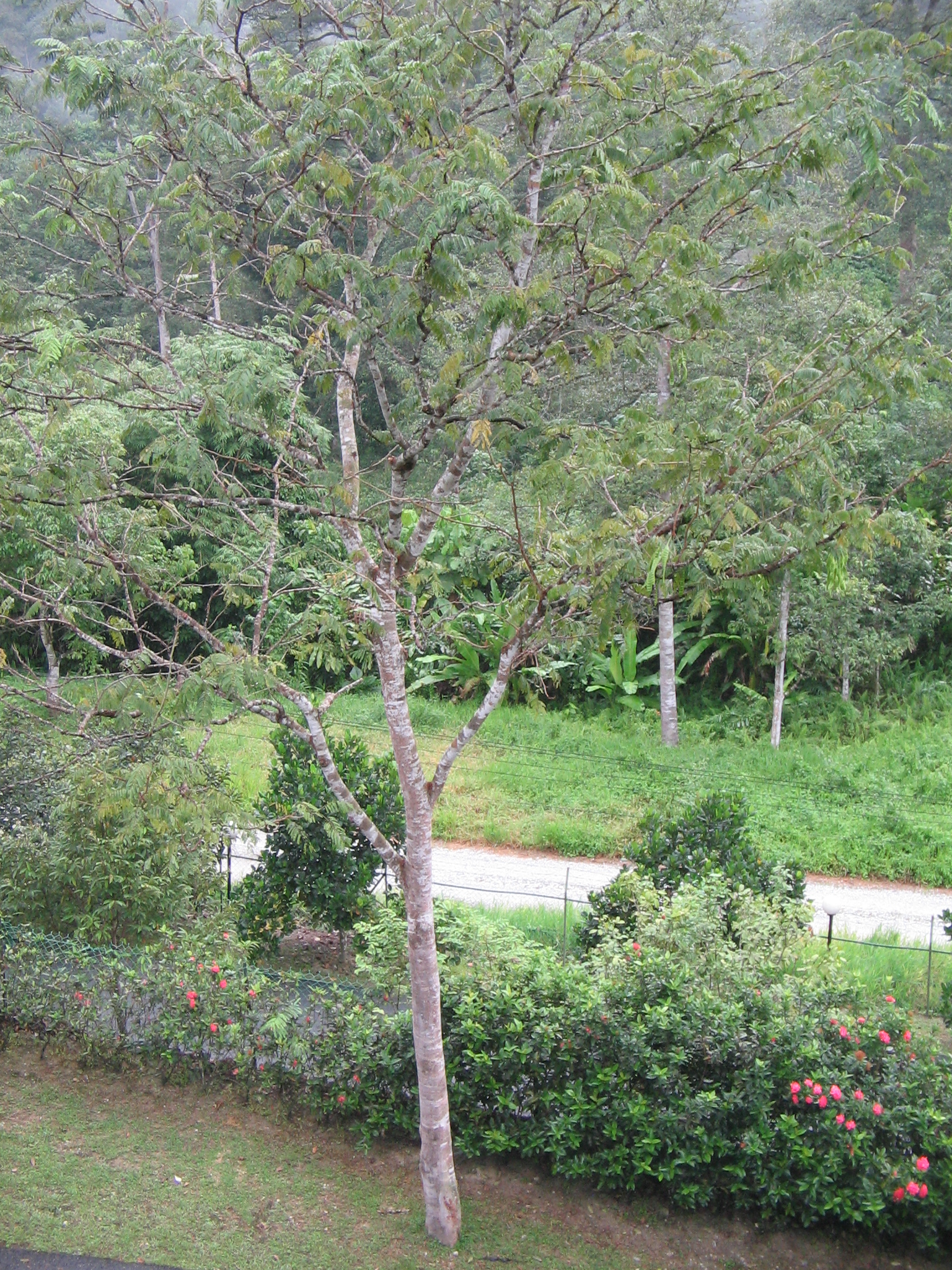
Arbre de Parkia speciosa.

Un arbre de petai peut atteindre jusqu’à 40 mètres. L'écorce de son tronc est lisse et rouge brun. 
Les pétioles des feuilles alternes font de 2-6 cm et comptent de 14 à 18 paires de pennes munies chacune de 31 à 38 paires de folioles de 6 à 9 cm de long. 
Il porte des fleurs pouvant atteindre un diamètre de 4 cm dans une masse en forme d'ampoule à la fin de longues tiges. Les fleurs sécrètent un nectar qui attire les chauves-souris et autres pollinisateurs. Les petites fleurs arrivent à maturité et meurent. 
Longues jusqu'à 45 cm et de 3 à 5 cm de diamètre, torsadées, les gousses translucides apparaissent dans un groupe de 7 ou 8 gousses. Lorsque ces gousses sont mûres, en leur sein résideront les fèves de petai.

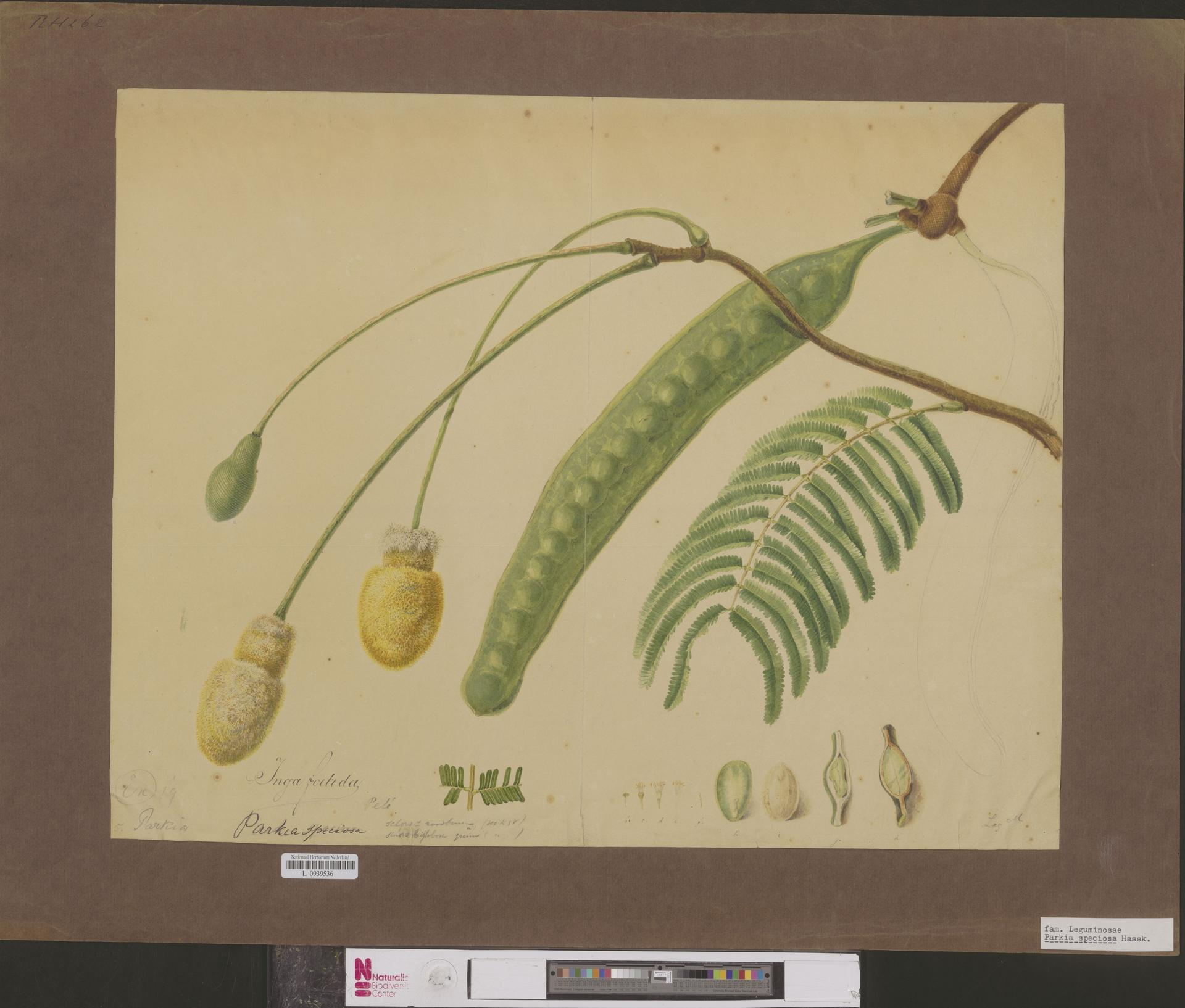
Aquarelle, au Centre de biodiversité Naturalis, aux Pays-Bas.

## Utilisation

### Valeur nutritive
Les graines de Parkia speciosa contiennent de nombreuses substances nutritives (protéines, lipides et glucides). Ils sont également une bonne source de minéraux, de vitamine C et d'α-tocophérol. Parmi les quatorze types de légumes qui sont couramment consommés par les Thaïlandais du Sud, Les graines de Parkia speciosa ont relativement la plus forte teneur en thiamine (vitamine B1, 2,8 pg / g), et une quantité négligeable de facteur anti-thiamine. Une concentration élevée de tanin a été détectée dans le téguments et la gousse par rapport à d'autres légumes, tanins qui diminuent la digestibilité des protéines et des acides aminés. Par conséquent, il est déconseillé pour les enfants de consommer les graines dans des quantités élevées pour préserver la bonne absorption des protéines, nécessaire pour un bon développement du corps. 
Le petai a gagné son surnom de « haricots puants » à cause sa forte odeur très persistante dans la bouche et le reste du corps. Comme les asperges, elles contiennent certains acides aminés qui donnent une forte odeur aux urines, un effet qui peut être remarqué jusqu'à deux jours après la consommation. Comme d'autres haricots, leurs glucides complexes peuvent également provoquer des flatulences à forte odeur. 

### Utilisation culinaire

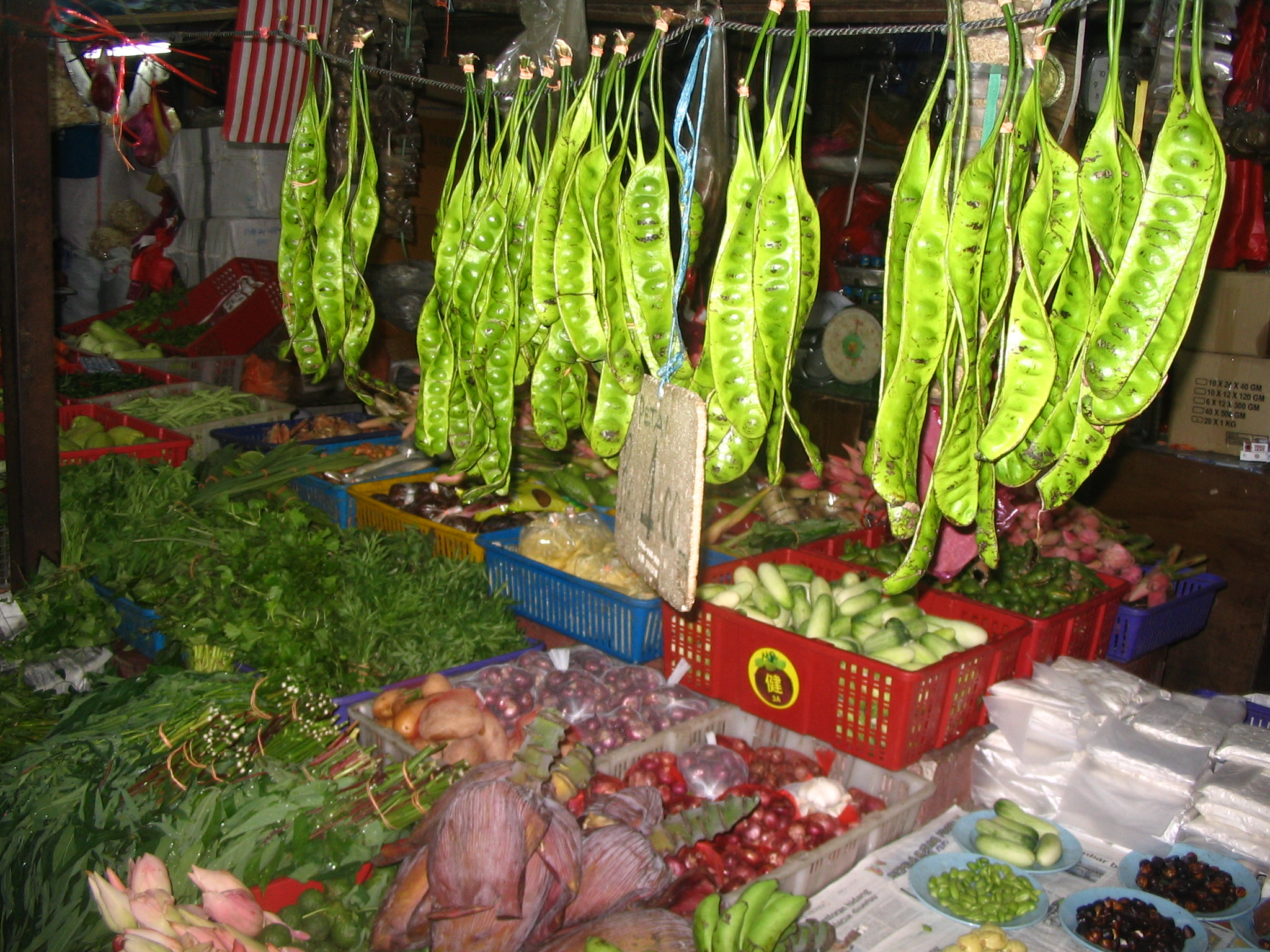
Gousses de Petai au marché de Chow Kit en Malaisie.

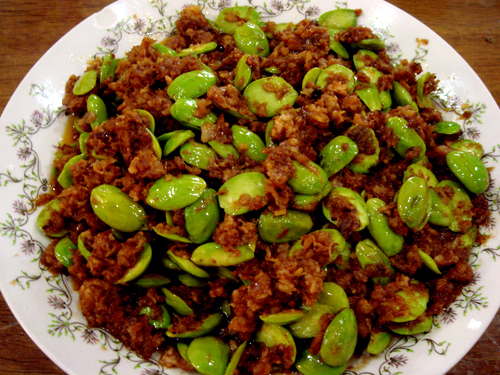
Plat malaisien de petai cuisinés avec de la viande émincée, des crevettes séchées, du piment et de la pâte de crevette.

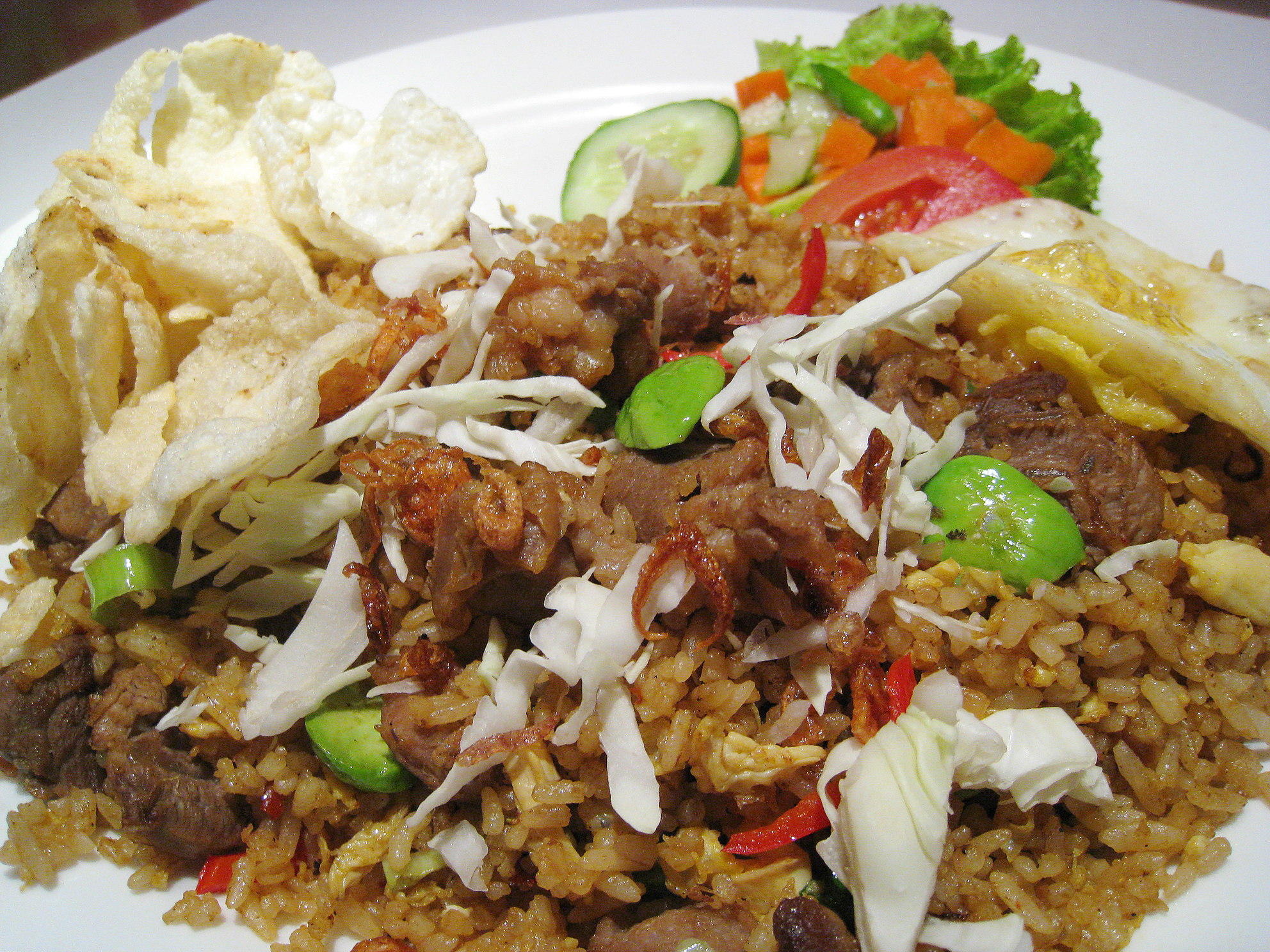
Nasi goreng avec du petai.

Les haricots de Parkia speciosa ou d'autres espèces de Parkia (Parkia javanica et Parkia singalaris par exemple) sont populaires comme ingrédient culinaire en Indonésie, en Malaisie, à Singapour, au Laos, dans le sud de la Thaïlande, en Birmanie et en Inde du nord, et sont vendus en bottes dans leur gousse, ou en graines écossées emballées dans des sacs en plastique. Les gousses sont cueillies sur des arbres sauvages, ou sur des plants cultivés : ils sont exportés dans des bocaux, des boîtes de conserve, en saumure, ou congelés. 
Sur les marchés, en fonction du pays d'origine, les espèces de Parkia peuvent être étiquetées pete, petai (Malaisie), yongchaa, zawngtah (prononcé zongtrah) chez les Zomi. Les graines sont utilisées comme légume d'accompagnement, cuisinées avec d'autres aliments fortement parfumés tels que l'ail, le piment, les crevettes séchées ou la pâte de crevettes, comme dans le petai sambal malaisien et indonésien. Les jeunes gousses sont plates avant que les graines ne se développent, et pendent comme des rubans légèrement tordus, vert pâle, presque translucides. À ce stade, elles peuvent être consommées crues, frites, marinées ou encore entières dans les plats sautés.
Les graines sont également séchées et assaisonnées pour une consommation ultérieure. Les graines séchées noircissent et ressemblent à des fèves. Comme les fèves mûres, elles peuvent être pelées avant la cuisson.

#### Indonésie et Malaisie
En Indonésie, les graines sont très populaires dans les hautes terres de Java et de Sumatra, en particulier chez les Minangkabau, consommées avec du piment dans les lalab (salades de légumes crus ou cuits à la vapeur), ou encore frites ou grillées. Elles peuvent également être sautées et mélangé avec l’oncom (farine de tourteau de soja fermenté, ou de plusieurs autres types de légumes). Sur les iles de Java et de Sumatra, elles sont également être ajoutées à sayur lodeh ou sambal goreng ati petai (dés de bœuf ou foie de poulet avec sambal et petai). Le nasi goreng kambing petai est une variante populaire du nasi goreng avec de la viande de chèvre et des graines de petai. Dans la cuisine minangkabau il fait généralement partie de l’accompagnement (minang sambal) pour l’ayam pop (poulet frit style Padang).
En Malaisie, les petai sont communément servis en salades avec du sambal (sauce à base de piment), ou cuisinés avec des crevettes fraiches, du calamar, des crevettes séchées, des piments, des oignons rouges, de la pâte de crevettes (belacan) et de la sauce de soja. 

#### Inde
En Inde, ces graines sont ramassées sur des arbres à l'état sauvage dans la sous-division Nungba du district Tamenglong et dans d'autres parties du Manipur. Cette variété sauvage est habituellement vendue sur les marchés. Certaines espèces de Parkia sont cultivées à petite échelle par les agriculteurs dans le nord de l'Inde. En Inde continentale, elles sont cultivées comme plante ornementale, arbre d'ombrage et pour les haies. Ce haricot est devenu un ingrédient important dans de nombreux produits alimentaires dans le Manipur. Les graines ou la gousse entière sont utilisées dans la préparation d'une spécialité locale appelée eromba ou yongchaak singju (salade). L'eromba est un plat très commun dans le Manipur, fait avec des pommes de terre bouillies, du poisson fermenté, des piments et d'autres légumes notamment les graines de Parkia. Le yongchaak singju est un autre plat d'accompagnement populaire préparé avec les graines coupées en petits morceaux, puis mélangées avec une pâte rouge pimentée. Ces fèves sont également utilisées pour la préparation de divers autres plats de poissons et de légumes. Les tribus Rongmei du Manipur, du Nagaland et de l'Assam l’appellent kampai, et le cuisinent avec de la viande, ou le préparent en salade, et les graines sont parfois consommées avec un chutney préparé avec du poisson séché. La tribu Zomi du district Churachanpur (Manipur) l’appelent zawngtah (prononcé zongtah), et le préparent avec du piment et du porc fermenté appelé « sathu » dans un plat appelé zawngtah-meh. Dans l’état du Mizoram, les Mizos en sont également très friands, et l’appellent zawngṭah. Ils l’utilisent avec du porc fermenté appelé saum qui est la même chose que le « sathu » de Manipur, avec du piment. Dans le Manipur, l’Assam, le Tripura et au Bangladesh, les Manipuris l’appellent yongchak dans le dialecte local, et le consomment en salade mélangé avec du poisson fermenté, ou bien les graines sont bouillies ou grillées, seuls ou avec une purée de légumes bouillis assaisonnée avec du poisson fermenté.

#### Thaïlande

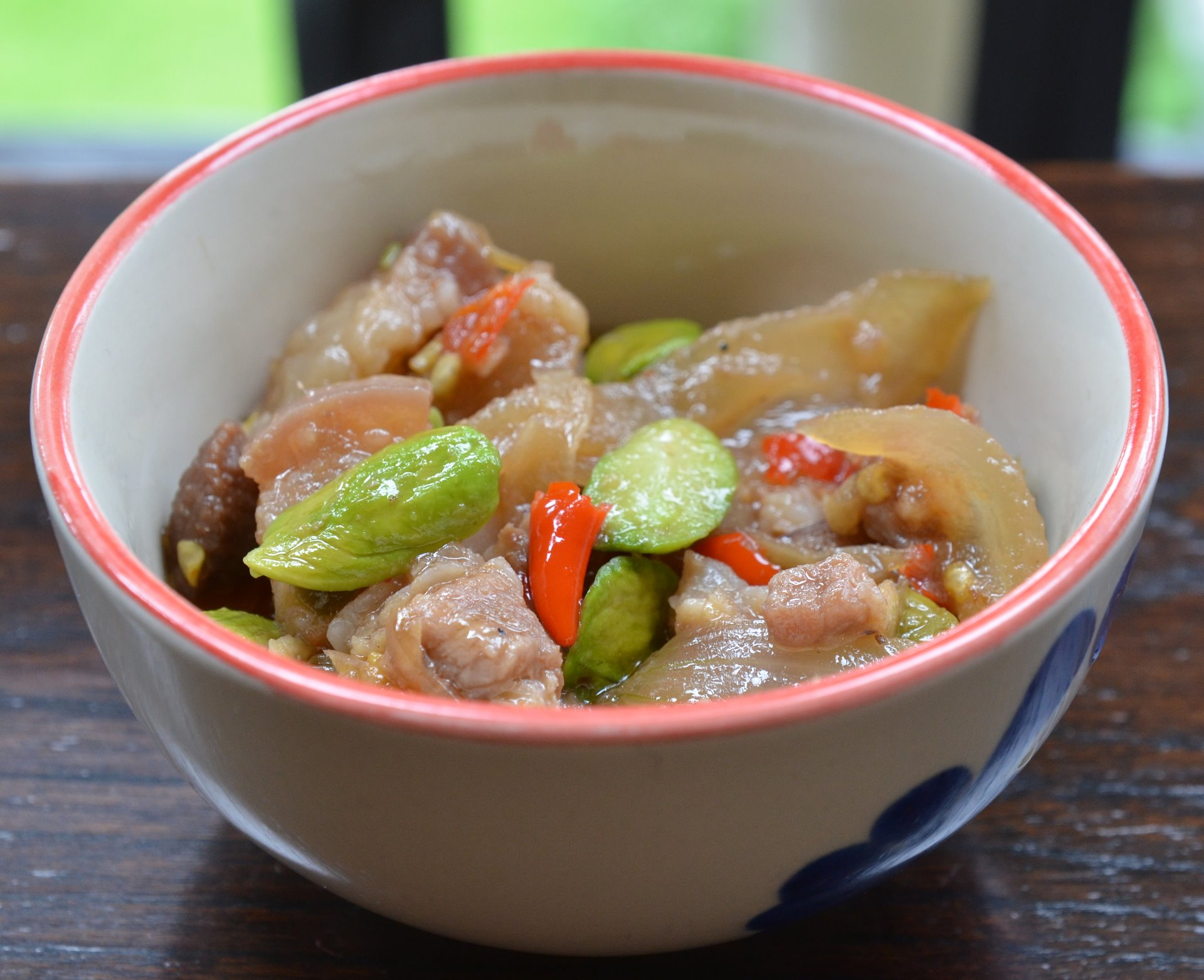
Sauté de porc thaïlandais "Mu phat sato".

En Thaïlande, il est appelé sato (en thaï : สะตอ) ou sato khao (สะตอข้าว). Il est préparé par exemple avec du canard et un curry vert, ou encore avec du sauté de porc « mu phat sato ».

### Utilisation médicinale traditionnelle
Parkia speciosa est utilisée dans la médecine traditionnelle pour traiter le diabète, l'hypertension et les problèmes rénaux. Elle contient des minéraux et des vitamines. Les extraits des gousses vides et des graines ont une teneur élevée en polyphénols totaux, phytostérols, flavonoïdes, et démontrent une bonne activité antioxydante. L’effet hypoglycémique est signalé comme étant attribuable à la présence de β-sitostérol, le stigmastérol. Les composés de polysulfures cycliques présentent une activité antibactérienne contre les bactéries pathogènes d'origine alimentaire et les bactéries de contamination alimentaire (entre autres Escherichia coli et Staphylococcus aureus), laissant espérer que l’extrait de gousse pourrait être utilisé efficacement comme un agent de conservation alimentaire naturel. Tandis que l'acide thiazolidine-4-carboxylique possède des propriétés anti-cancéreuses. Avec les recherches en cours menées sur les extraits de plantes, Parkia speciosa a un potentiel pour une utilisation phytomédicale.